# Digital-Analog-Umsetzer

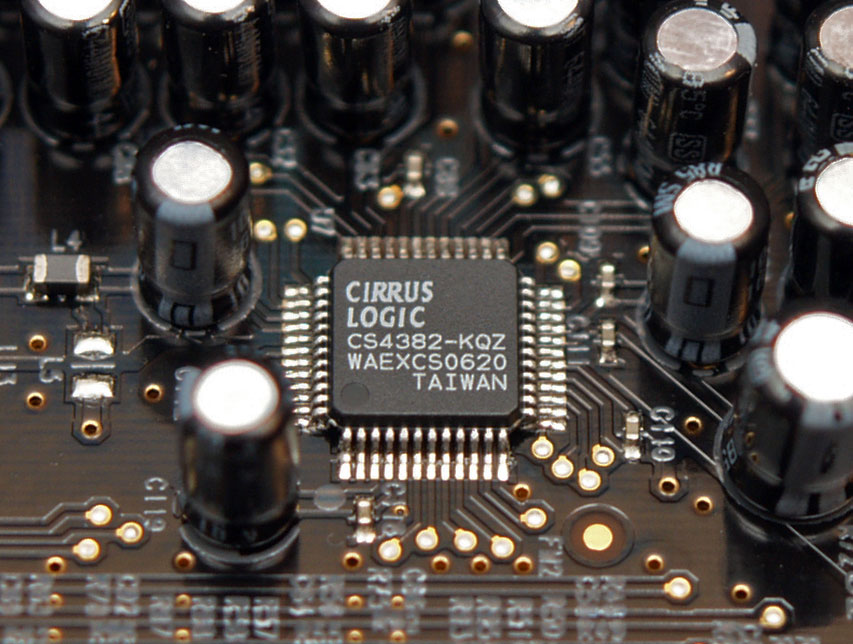
Integrierter DAU von Cirrus Logic mit acht Kanälen auf einer Soundkarte

Ein Digital-Analog-Umsetzer oder Digital-analog-Umsetzer (DAU, englisch digital-to-analog converter (DAC)), auch Digital-Analog-Wandler oder D/A-Wandler genannt, wird verwendet, um digitale Signale oder einzelne Werte in analoge Signale umzusetzen. DAUs sind elementare Bestandteile fast aller Geräte der digitalen Unterhaltungselektronik (z. B. CD-Player) und der Kommunikationstechnik (z. B. von Mobiltelefonen). In der Regel wird der DAU als integrierter Schaltkreis (IC) ausgeführt.

## Funktion

Grafische Darstellung eines Digitalsignals durch eine Folge roter Abtastpunkte

Mögliche Ausgangssignale durch die gegebenen digitalen Abtastpunkte

Ein Analog-Digital-Umsetzer erzeugt aus einem kontinuierlichen Wertevorrat ein gestuftes Signal. Ein Digital-Analog-Umsetzer kann aus dem gestuften Signal nicht wieder ein kontinuierliches Signal erzeugen. Die einmal eingetretene Stufung in Schritten von 1 LSB (least significant bit) ist nicht wieder rückgängig zu machen. Bei einer Folge von veränderlichen Werten wird die Stufung allerdings durch eine notwendige Filterung verschliffen.
Ein Digitalsignal ist ein zeitdiskretes und wertdiskretes Signal, wie es nebenstehende Darstellung zeigt. Der Digital-Analog-Umsetzer setzt die quantisierten Informationen, die als binäre Information vorliegen, in ein Signal um, das kontinuierlich einem analogtechnisch arbeitenden Gerät bereitgestellt werden kann.
Eine Annäherung an ein kontinuierliches Ursprungssignal, auf dem ein digitales Signal basieren kann, wird mit einem meist direkt auf den Digital-Analog-Umsetzer folgenden Rekonstruktionsfilter erzielt. Dies ist zum Beispiel in der Audiotechnik von hoher Bedeutung.

### Schritte der Umsetzung
Bei einer Umsetzung in ein zeitkontinuierliches (aber noch wertdiskretes) Signal wird der Signalwert bis zum nächsten Abtastpunkt in einem Eingangsregister festgehalten. Bei einzelnen Messpunkten und bei langsam veränderlichen Größen entsteht am Ausgang ein Verlauf wie im zweiten Bild als waagerechte Strecken eingetragen.
Bei einer raschen Folge von Punkten mit unterschiedlichen Signalwerten sind aufgrund der Abtastpunkte für das entstehende analoge (also auch wertkontinuierliche) Signal vielfältige Verläufe möglich. Die punktierte Linie im zweiten Bild folgt den Abtastwerten, ähnelt aber dem Ursprungssignal nicht. Sie enthält höhere Frequenzanteile, welche üblicherweise durch Anti-Aliasing-Filter auf analoger Seite verhindert werden müssen. Die Speicherung der Abtastpunkte wird in diesem Fall vom Filter beherrscht.

Spektrum einer Harmonischen am Ausgang eines DAU

Im nächsten Bild ist der Betragsverlauf des Frequenzspektrums eines DAU ohne Anti-Aliasing-Filter dargestellt, welcher eine Sinusschwingung mit der Frequenz fout ausgibt. Diese Sinusschwingung tritt mehrfach in Oberschwingungen auf. Dabei ist fc die Abtastfrequenz. Alle Signalanteile mit einer Frequenz oberhalb der halben Abtastfrequenz soll das Filter unterdrücken.
Durch die Quantisierungsstufen weist das Spektrum Verzerrungen auf, welche durch den rot-strichliert gezeichneten und einhüllenden Betragsverlauf der Sinc-Funktion bedingt sind. Dadurch kommt es auch unterhalb der halben Abtastfrequenz, also im erwünschten Frequenzbereich, zu einer Verzerrung und Absenkung der Amplituden. Diese linearen Verzerrungen werden durch zusätzliche Filter üblicherweise auf der digitalen Seite kompensiert, im Bild blau punktiert eingezeichnet. Dabei werden höhere Frequenzanteile unterhalb der halben Abtastfrequenz invers zur Sinc-Funktionsverlauf stärker angehoben.
Ist die Signalfrequenz deutlich niedriger als die Grenzfrequenz des Filters, nähert sich der Verlauf des Ausgangssignals dem gestuften Verlauf an. Die Stufung macht sich als Quantisierungsrauschen bemerkbar.

### Bezugswert
Da das dem DAU zugeführte Digitalsignal dimensionslos ist, muss es mit einem vorgegebenen Wert Uref multipliziert werden. Hier gibt es prinzipiell zwei Möglichkeiten.
- Feststehender Referenzwert (z. B. intern erzeugte Referenzspannung): Das digitale Eingangssignal wird in einem festen Ausgangsbereich abgebildet, die Referenz legt den Scheitelwert des Ausgangssignals fest.
- Variabler Referenzwert: Der DA-Umsetzer ist in seinem Signalbereich durch ein von außen zugeführtes elektrisches Signal einstellbar (Abschwächerschaltung). Dieses ist als eine 2- oder 4-Quadranten-Multiplikation möglich. Speziell für diesen Zweck ausgelegte ICs werden als multiplizierende DAU (englisch multiplying DAC) bezeichnet.

### Quantisierungskennlinie
Bei einem idealen Digital-Analog-Umsetzer besteht vorzugsweise ein linearer Zusammenhang zwischen Eingangs- und Ausgangsgröße. Es gibt
| unipolare Ausführungen, beispielsweise im Dualsystem           |                      |                              |
| 000…000 für 0                                                  | 100…000 für Uref / 2 | 111…111 für Uref – 1 LSB     |
| bipolare Ausführungen, beispielsweise im Dualsystem mit Offset |                      |                              |
| 000…000 für –Uref / 2                                          | 100…000 für 0        | 111…111 für Uref / 2 – 1 LSB |

wobei daneben auch andere Kodierungen, beispielsweise Zweierkomplement, BCD-Code verwendbar sind.
Ferner gibt es DA-Umsetzer mit nicht linearer Quantisierungskennlinie z. B. nach dem logarithmischen A-law- und µ-law-Verfahren für Telefonnetze.

## Abweichungen
Zusätzlich zum Quantisierungsfehler sind weitere Fehler zu beachten.

### Nullpunktfehler, Verstärkungsfehler und Nichtlinearitätsfehler

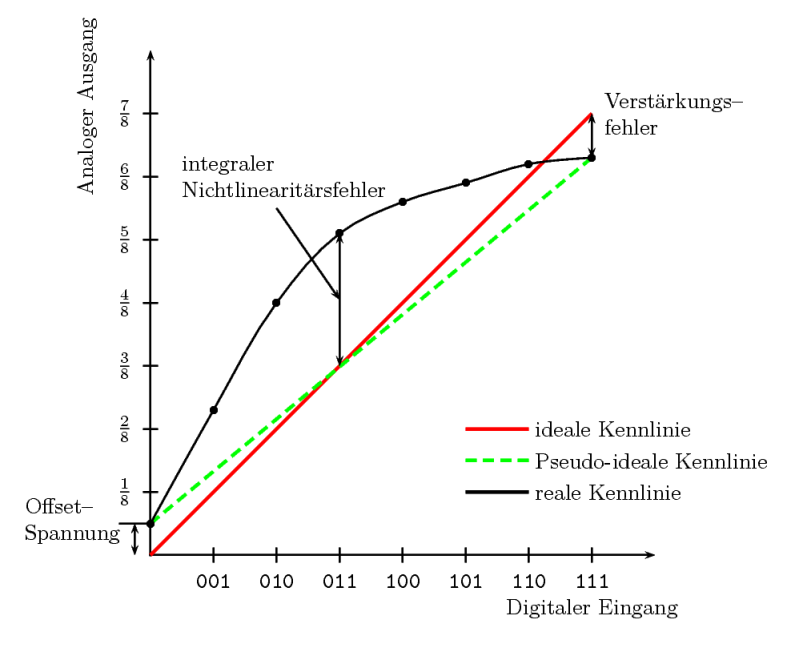
Kennlinie eines DAU und seine möglichen Fehler

Als Abweichungen der Kennlinien zwischen realem und idealem Umsetzer sind folgende Fehler definiert (siehe Bild):
- Nullpunktfehler (Offset)
- Verstärkungsfehler (engl. Gain-Error)
- Nichtlinearitätsfehler

Der Verstärkungsfehler wird oft als Bruchteil des aktuellen Wertes angegeben, der Nullpunktfehler zusammen mit dem Quantisierungsfehler und der Nichtlinearitätsfehler als Bruchteile des Endwertes oder als Vielfache eines LSB.

### Fehler in der Stufung

Abweichungen in der Stufung
a) bei ungleicher Höhe einer Stufe,
b) dgl. bei einer höherwertigen Stufe

Einzelne Stufen können unterschiedlich hoch ausfallen.
Bei Schritt für Schritt steigender Eingangsgröße kann es je nach Realisierungsverfahren vorkommen, dass sich ein Wert der Ausgangsgröße verkleinert, insbesondere dann, wenn es einen Übertrag über mehrere Binärstellen gibt, beispielsweise von 0111 1111 nach 1000 0000. In diesem Falle ist der Umsetzer nicht monoton.

### Zeitliche und Apertur-Fehler
Zeitliche Schwankungen im Takt (Jitter) beeinträchtigen die Konstruktion des Ausgangssignals. Einzelheiten zum maximal erlaubten Jitter siehe unter derselben Überschrift im Artikel ADU.

## Realisierungsverfahren

### Direktes Verfahren
Hier wird das Ausgangssignal durch so viele Widerstände in einem Spannungsteiler erzeugt wie es Stufen gibt; jeder Widerstand ist gleich gewichtet. Mit dem digitalen Wert wird die zugeordnete Stufe über einen 1-aus-n-Schalter (Multiplexer) ausgewählt. Dieses Verfahren ist schnell und garantiert monoton, mit zunehmender Auflösung aber vergleichsweise aufwändig. Ein Beispiel für das Verfahren ist ein 8-Bit-Umsetzer mit 256 Widerständen und 272 Schaltern.

### Paralleles Verfahren
Hier wird das Ausgangssignal durch so viele Widerstände erzeugt wie es Binärstellen gibt; jeder Widerstand ist so gewichtet, wie es der Wertigkeit der zugeordneten Stelle entspricht.
Einfacher in der Herstellung und in der Umsetzung ist das R2R-Netzwerk, das in einer Kette von Stromteilern jeweils eine Halbierung eines elektrischen Stromes vornimmt (nur mit Dualkode möglich).
Man benötigt so viele Schalter, wie Bits zur Darstellung der digitalen Werte verwendet werden. Die unterschiedlich gewichteten Ströme werden je nach Wert (1 oder 0) der zugehörigen Binärstelle auf eine Sammelleitung geschaltet oder ungenutzt abgeleitet. Die Summe der zugeschalteten Ströme wird – heute meist in der Schaltung integriert – mittels eines Operationsverstärkers in eine Spannung umgeformt. Das Parallel-Verfahren bietet einen guten Kompromiss zwischen Aufwand und Umsetzungsdauer und wird häufig verwendet.

### Zählverfahren / 1-Bit-Umsetzer
Hier wird das Ausgangssignal durch so viele Zeitschritte erzeugt wie es Stufen gibt. Mit dem digitalen Wert werden die Einschaltzeit eines einzigen Schalters und bei periodischer Wiederholung der Tastgrad in einer Pulsdauermodulation festgelegt. Das endgültige Ausgangssignal ist der Gleichwert einer so ein-/ausgeschalteten Spannung. Dieses einfach und preiswert zu realisierende Verfahren benötigt unter den hier vorgestellten Verfahren die größte Umsetzungszeit, weil das Verfahren mit einer Abzählung von Zeitschritten und mit Mittelwertbildung verbunden ist. Dieser garantiert monoton arbeitende DAU lässt sich gut als integrierte Schaltung realisieren und ist besonders in Zusammenhang mit dem Taktsignal bei Mikroprozessoren verbreitet. Für die Mittelwertbildung kann üblicherweise ein einfacher Tiefpass verwendet werden.

### Delta-Sigma-Verfahren/1-Bit- bis N-Bit-Umsetzer
Die Deltamodulation, die hier gewisse Ähnlichkeiten zur Pulsdauermodulation hat, wird in der Delta-Sigma-Modulation verwendet. Ähnlich dem Zählverfahren wird mit einem oder mehreren 1-Bit-Umsetzern durch zusätzliche kontinuierliche Differenzbildung und Integration der Ausgangsfehler reduziert und eine Rauschformung erreicht, die das Rauschen in höhere Frequenzbereiche verschiebt. Es ist ein gewisser digitaler Rechenaufwand nötig für Abtastfrequenz-Umsetzung und digitale Filterung. Für gute Ergebnisse werden Delta-Sigma-Modulatoren höherer Ordnung mit hoher Überabtastung verwendet, z. B. 5. Ordnung und 64-facher Überabtastung. Dieses Verfahren erfordert durch eine hohe Überabtastung einen geringen Filteraufwand, ist gut integrierbar, bietet eine hohe Genauigkeit und ist bei Verwendung eines 1-Bit-Umsetzers garantiert monoton. Der wesentliche Vorteil gegenüber dem Zählverfahren liegt in der prinzipbedingten Rauschformung, die höhere Frequenzen ermöglicht. Dieses Verfahren wird heute zunehmend nicht nur in der Audio-, sondern auch in der Messtechnik verwendet.

### Hybrid-Umsetzer
Dies ist kein eigenständiges Verfahren, sondern es werden Kombinationen aus den obigen Verfahren verwendet. Das hochgenaue Delta-Sigma-Verfahren wird z. B. mit einem einfachen, niedrig auflösenden Parallel-Umsetzer für die niederwertigen Bits kombiniert, um die Vorteile beider Verfahren zu verbinden.

### Verschachtelte Umsetzer
Für sehr schnelle DAU wird eine Architektur mit mehreren parallelen DAU-Kernen verwendet (engl. interleaved DAC). Die analogen Ausgangssignale der einzelnen DAUs werden mittels einer Hochfrequenzschaltung zusammengeführt, um ein kombiniertes Ausgangssignal mit höherer Abtastrate zu realisieren. Das Zusammensetzen der Signale kann sowohl im Zeit- als auch im Frequenzbereich erfolgen.

## Beschaltung

### Digitale Ansteuerung
Ein weiteres Klassifizierungsmerkmal ist die Art, wie die digitalen Werte dem Umsetzer zugeführt wird (Interface)
- parallel – je Bit eine Anschlussleitung oder
- seriell – nur eine Datenleitung (siehe SPI oder I²C).

Die Eingangssignale sind meistens elektrische Spannungen mit standardisierter Darstellung der zwei Signalzustände, beispielsweise TTL, ECL, CMOS, LVDS.
Um die Gültigkeit der anstehenden Daten zu signalisieren oder den Baustein weiter zu konfigurieren, sind noch weitere Steuerleitungen erforderlich. Bei seriell angesteuerten Umsetzern muss das Eingaberegister in einer Anzahl von Takten beschrieben werden, ehe die Information zur Umsetzung bereitsteht.

### Analoger Ausgang und Ausgabe
Das generierte Signal steht am Ausgang entweder als
- Spannung (englisch voltage output DAC) oder
- Strom (englisch current output DAC)

zur Verfügung. Fast immer erfordert die ungünstige elektrische Impedanz und elektrische Kapazität der Umsetzer-Schaltung eine weitere Aufbereitung des Signals. Eine für diesen Zweck eingesetzte Verstärkungsschaltung bestimmt durch ihre begrenzenden Parameter die dynamischen Eigenschaften der Gesamtschaltung (z. B. Bandbreite) wesentlich mit.

## Anwendungsgebiete

### Audio

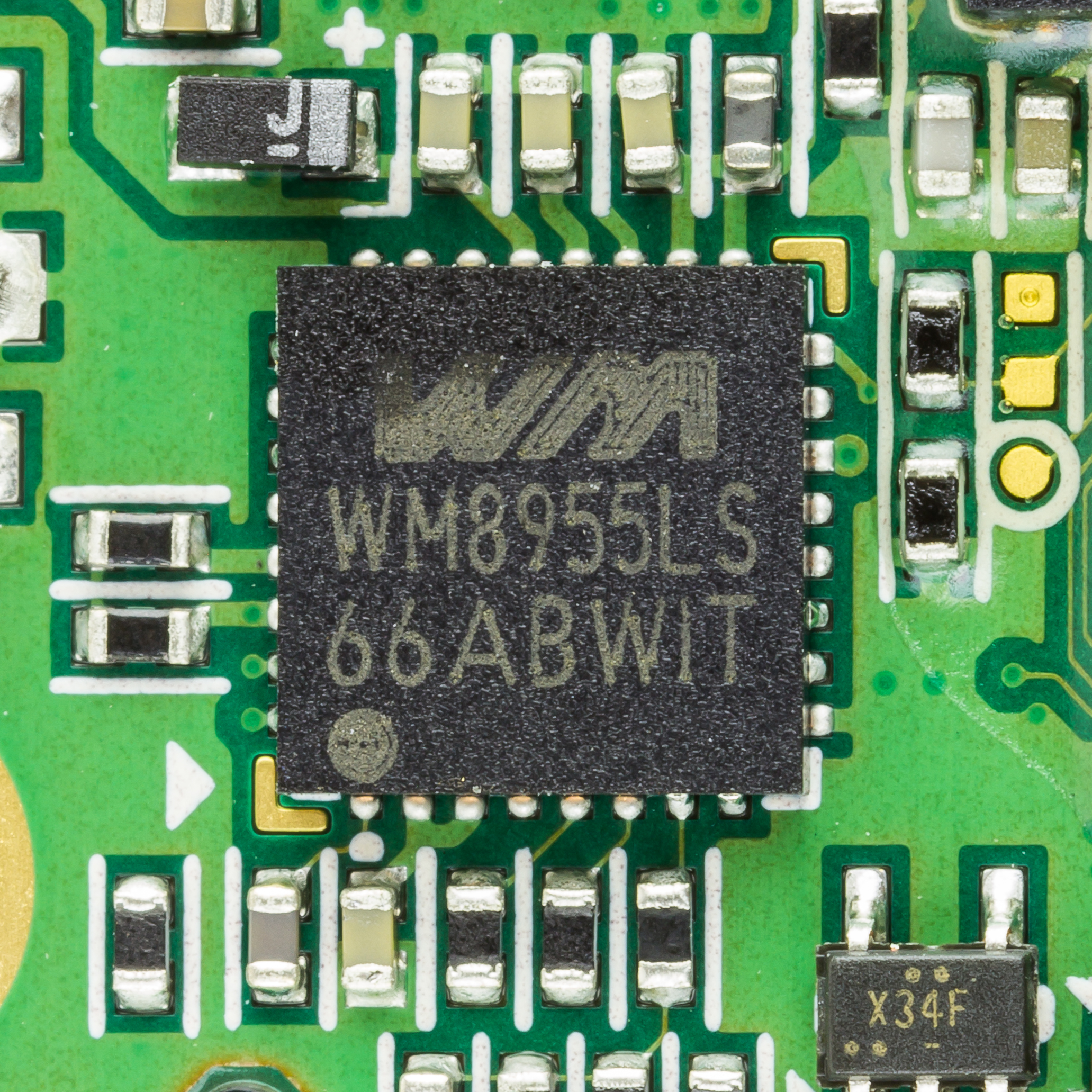
Wolfson WM8955LS - Stereo-DAU in einem Handy

Heutzutage werden Audiosignale für gewöhnlich in digitaler Form gespeichert (z. B. als WAVE oder MP3). Um sie über Lautsprecher hörbar machen zu können, ist eine Umsetzung in analoge Signale erforderlich. DAUs finden sich daher in CD- und digitalen Musikabspielgeräten sowie PC-Soundkarten. DAUs sind auch als Einzelgeräte für mobile Anwendungen oder als Komponenten in Stereoanlagen verfügbar.

### Video
Digital generierte Videosignale (z. B. eines Computers) müssen vor der Darstellung auf einem analogen Monitor umgesetzt werden. Hier wird dem DAU meist ein Speicher (RAM) angegliedert, in dem Tabellen für die Gammakorrektur, den Kontrast und Helligkeitseinstellung abgelegt sind. Eine solche Schaltung wird als RAMDAC bezeichnet.

### Technische Steuerungen
In vielen technischen Geräten werden elektromechanische oder elektrochemische Aktoren mit digital berechneten Werten angesteuert, deren Umsetzung ein DAU besorgt. Ebenso werden DAUs in Akku-Ladegeräten und digital einstellbaren Netzteilen eingesetzt.

### Digitales Potentiometer und Multiplizierer
Der DAU kann auch einen variablen, analogen Bezugswert mit dem digitalen Eingangssignal multiplizieren. Ein Anwendungsbereich ist das digitale Potentiometer, das als einstellbarer Widerstand (z. B. für die Lautstärkeregelung in Audioverstärkern oder Fernsehgeräten) digital angesteuert werden kann. Digitale Potentiometer mit EEPROM-Speicher merken sich den zuletzt eingestellten Wert, auch wenn das Gerät von der Netzspannung getrennt wurde.

### Nachrichtentechnik
Extrem schnelle DA-Umsetzer werden in der Nachrichtentechnik verwendet, z. B. für die Erzeugung von Sendesignalen im Mobilfunk oder in der optischen Nachrichtentechnik. Die DA-Umsetzer für den Mobilfunk haben häufig integrierte Misch- und Filterfunktionen (engl. RF-DACs oder Transmit-DACs).

## Wichtige Kenngrößen
- Einschwingzeit (Settling Time) oder Verarbeitungsgeschwindigkeit (Update Rate) – Ein Maß für die Dauer einer Umsetzung.
- Auflösung (Resolution) – Breite der Stufen (auch Anzahl der Stufen oder Anzahl der Stellen), die zur Darstellung des Eingangssignals verwendet werden.
- Nullpunktsfehler – Die Umsetzerkennlinie (ohne Berücksichtigung der Stufung) ist verschoben. Der analoge Wert unterscheidet sich vom richtigen Wert um einen konstanten Betrag.
- Empfindlichkeitsfehler, Verstärkungsfehler – Die Umsetzerkennlinie (ohne Berücksichtigung der Stufung) ist verdreht (Steigungsfehler). Der analoge Wert unterscheidet sich vom richtigen Wert um einen konstanten Prozentsatz des richtigen Wertes.
- Integrale Nichtlinearität – Der Fehler dadurch, dass eine als linear zugrunde gelegte Umsetzerkennlinie (ohne Berücksichtigung der Stufung) nicht geradlinig ist.
- Differenzielle Nichtlinearität – Abweichung der Höhe der Umsetzungsstufen untereinander.
- Monotonie – Wenn bei steigender Eingangsgröße die Ausgangsgröße steigt oder konstant bleibt. Keine Monotonie, wenn bei steigender Eingangsgröße ein Rücksprung der Ausgangsgröße auf einen kleineren Wert entsteht; möglich bei einer differenziellen Nichtlinearität von mehr als 1 LSB.
- Quantisierungskennlinie – Grafische Darstellung des Zusammenhangs zwischen den analogen Ausgangswerten und den digitalen Eingangswerten, z. B. einer linearen oder logarithmischen Funktion folgend.
- Quantisierungsfehler – Durch die begrenzte Auflösung bedingte Abweichung des Ausgangssignals vom funktionalen (stetigen) Verlauf.
- Signal-Rausch-Verhältnis in dB
- Dynamikumfang in dB
- Dynamische Parameter
- Intermodulationsstörungen in dB